# Raphael Koch
Raphael Koch (* 20. Januar 1990 in Emmen LU) ist ein Schweizer ehemaliger Fussballspieler auf der Position eines Abwehrspielers.
Sein fast exakt ein Jahr jüngerer Bruder Philippe ist ebenfalls aktiver Profifussballspieler. Auch er spielt zurzeit im Profiteam des FC Zürich und war zusammen mit seinem Bruder bereits beim FC Biberist und beim FC Solothurn aktiv.

## Karriere

### Verein

#### Karrierebeginn in Biberist
Seine aktive Karriere als Fussballspieler begann Koch im Jahre 1997 bei FC Biberist in Biberist im Kanton Solothurn. Nachdem er dort einige Jahre in den verschiedenen Nachwuchsmannschaften des Vereins verbracht hatte, wechselte er mit seinem Bruder in den Hauptort Solothurn, wo sie in die Jugend des FC Solothurn aufgenommen wurden. Dort spielte er ab seiner Aufnahme im Jahre 2001 vorwiegend im Nachwuchs und kam aber der Saison 2006/07 erstmals in der Herrenmannschaft mit Spielbetrieb in der drittklassigen Schweizer 1. Liga zum Einsatz. Dabei gab er am 16. September 2006 sein Pflichtspieldebüt, als er beim 4:0-Auswärtserfolg über den FC Kickers Luzern in der 84. Spielminuten für Deniz Mendi, der Ende der 1990er Jahre im Schweizer Profifussball aktiv war, eingesetzt wurde.

#### Erste Erfahrungen im Herrenfussball
Nach diesem Kurzeinsatz in dieser Saison avancierte Koch in der nachfolgenden Drittligaspielzeit 2007/08 zu einem regelrechten Stammspieler in der Abwehrreihe seines Teams. Dabei wurde er in 25 der insgesamt 30 Meisterschaftsspielen seiner Mannschaft eingesetzt und erzielte dabei einen Treffer. Dieser gelang ihm am 22. September 2007 beim 7:1-Kantersieg über den SC Zofingen und war zugleich der 1:1-Ausgleichstreffer. Nachdem er mit der Mannschaft in der Endtabelle auf dem sechsten Platz rangierte, erlebte er eine ähnliche Folgesaison 2008/09, mit der Ausnahme, dass er vermehrt über die volle Spieldauer auf dem Platz stand. In 24 Ligapartien brachte er es abermals auf einen Treffer und kam im Endklassement der dritthöchsten Schweizer Liga auf den neunten Tabellenplatz der dichtgestaffelten Endtabelle.

#### Profidebüt beim FC Zürich
Nachdem zwei Spielzeiten zuvor bereits sein jüngerer Bruder zum FC Zürich gewechselt war und dort in der Saison 2008/09 sogar die Schweizer Meisterschaft gewonnen hatte, folgte der gelerntem Polymechaniker seinem jüngeren Bruder und fixierte bereits im Mai 2009 einen Wechsel nach Zürich. Obwohl Koch, der zu diesem Zeitpunkt gerade erst in den Abschlussprüfungen zum eidgenössisch diplomierten Polymechaniker war, erst ab 1. Juli 2009 für den FC Zürich spielberechtigt war, unterschrieb er beim Zürcher Stadtclub bereits zuvor einen Dreijahresvertrag. Beim FC Zürich wurde er Koch, der in seiner fussballerischen Entwicklung aufgrund von Knie- und Meniskusproblemen und zwei daraus resultierenden Operation zwei Jahre zurückgeworfen wurde, in seiner ersten Profisaison 2009/10 nur sporadisch eingesetzt.
Raphael Koch, der im Laufe seiner noch jungen Karriere bereits die verschiedensten Positionen innehatte, wird von den Verantwortlichen des FC Zürich als Innenverteidiger angesehen und im laufenden Ligageschehen auch als solcher eingesetzt. Zuvor war er in seiner frühen Jugendzeit beim FC Biberist vorwiegend als Mittelfeldspieler im Einsatz und hatte dabei eine zentrale Position eingenommen. Nach dem Wechsel in die Nachwuchsabteilung des FC Solothurn wurde er zu einem Aussenverteidiger umfunktioniert und musste von nun an defensiver agieren, als er es zuvor gelernt hatte. Neben der Position des Aussenverteidigers hatte er in Solothurn auch die Positionen eines Flügel- und äusseren Mittelfeldspielers inne, wurde aber auch schon als Stürmer eingesetzt.
Beim FC Zürich, bei dem er zuerst in der U-21-Mannschaft in der Schweizer Drittklassigkeit Erfahrung sammeln sollte, und erst dann langsam zum Profifussball geführt werden soll, gab er am 15. August 2009 sein Profidebüt. Dabei wurde er in der 67. Spielminute für Florian Stahel eingewechselt und spielte so kurzzeitig neben seinem jüngeren aber bereits erfolgreicheren Bruder. Danach folgten für Koch nur mehr Einsätze in der zweiten Mannschaft (U-21) der Zürcher. Bis dato (Stand: 3. Oktober 2010) kam Raphael Koch in keinem weiteren Ligaspiel mehr für den FC Zürich zum Einsatz. Mit Ausnahme von einem Einsatz im Schweizer Cup 2010/11 am 18. September 2010 (6:0-Sieg über den FC Schötz) absolvierte er auch kein weiteres Pflichtspiel mehr für das Profiteam des Klubs. Ende Juni 2011 wird bekannt, dass der FC Zürich den Vertrag mit Raphael Koch bis 2015 verlängert.
Für die Saison 2011/12 wurde er häufig als Ersatzspieler eingesetzt. Wenn er aber zum Spiel kam, spielte er meistens mehr als 45 Minuten. Aufgrund von verletzten Mitspieler, spielte er meistens 90 Minuten durch. Sein erster Treffer für den FC Zürich erzielte er am 7. August 2011 gegen den Stadtrivalen Grasshopper Club Zürich (6:0). In der 54. Minute traf Koch zur zwischenzeitlichen 3:0-Führung.
Seit Sommer 2015 ist er vereinslos. Im Herbst 2016 schloss er sich schliesslich wieder seinem Stammverein, dem FC Solothurn, an.

### Nationalmannschaft
Erste internationale Erfahrung konnte Koch erstmals im Jahre 2008 sammeln, als er erstmals in eine Schweizer Nachwuchsnationalmannschaft berufen wurde. Für das U-19-Nationalteam gab er am 26. November 2008 sein Mannschaftsdebüt, als er beim 1:0-Erfolg über die Alterskollegen aus Kanada zum Einsatz kam. Weitere vier Einsätze und ein Tor folgten. Sein erstes Tor für eine Nationalauswahl der Schweiz erzielte er am 7. Juni 2009 bei einem klar 6:1-Sieg über das U-19-Team Nordirlands.
Noch im gleichen Jahr wurde er auch ins Kader des Schweizer U-20-Nationalteams berufen. Hierbei kam er am 12. August 2009 zu seinem Teamdebüt, als er beim 5:1-Auswärtssieg über die österreichische U-20 über die volle Spieldauer auf dem Platz stand. Für die Schweizer U-20-Nationalmannschaft kam Koch während fünf Länderspielen zum Einsatz. Seine letzte Partie absolvierte er am 28. April 2010 bei einer 2:3-Heimniederlage gegen die italienische U-20-Nationalmannschaft, als er über die volle Matchdauer durchspielte.
Bereits im ersten Spiel nach der U-21-Europameisterschaft 2011 gab Raphael Koch sein Debüt im Schweizer U-21-Nationalteam gegen die Altersgenossen aus Italien. Er stand während der ersten Halbzeit als linker Innenverteidiger, im Stadio Franco Ossola in Varese, auf dem Feld. Für die zweite Halbzeit wurde er für seinen Bruder Philippe Koch ausgewechselt. Das Spiel endete 1:1 unentschieden. Der einzige Treffer für die Schweizer gelang seinem Klubkameraden Josip Drmic in der 27. Minute.
Sein erstes Tor für die U-21-Nationalmannschaft schoss Raphael Koch am 10. November 2011 während des Qualifikationsspiels gegen Georgien. In der 64. Minute gelang ihm der Treffer zu 5:0 Endresultat im Stadio di Cornaredo in Lugano.